# Magnetosfär

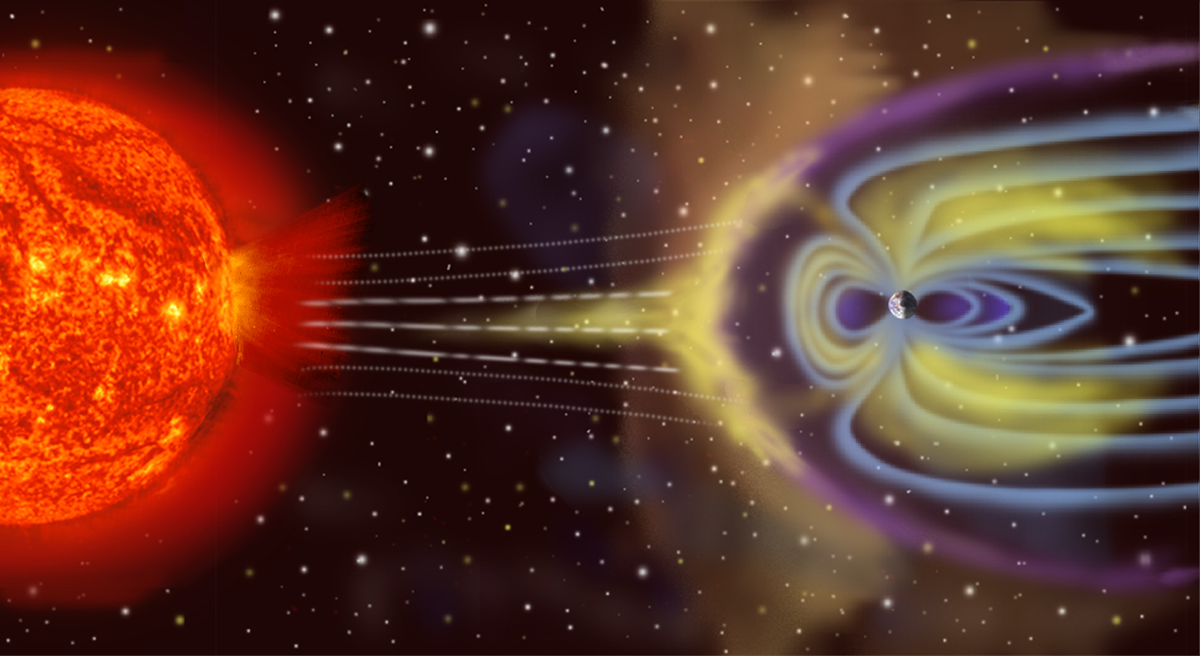
Fantasifull illustration av hur jordens magnetosfär omsluter jorden och påverkas av solvinden: i verkligheten är magnetosfären alldeles osynlig. En mer detaljerad skiss finns nedan.

En magnetosfär är det område i rymden där en himlakropps magnetiska fält har avgörande inflytande på rörelsen hos laddade partiklar (rymdplasmat) och i vilket kroppens magnetfält stängs in av det omgivande rymdplasmat.
Med magnetosfären menas oftast jordens magnetosfär, men även andra himlakroppar med magnetiskt fält har magnetosfärer som i sina huvuddrag liknar jordens: i vårt solsystem innebär detta framför allt gasjättarna Jupiter, Saturnus, Uranus och Neptunus, men även Merkurius och Jupitermånen Ganymedes har magnetosfärer, om än betydligt mindre. Omagnetiserade planeter som Venus och Mars (som dock har svaga lokala magnetfält) har däremot ingen regelrätt magnetosfär. 
Jordens magnetosfär är på grund av sin närhet den mest utforskade magnetosfären. Denna artikel beskriver därför främst förhållanden i jordens magnetosfär, med diskussion om särskiljande drag hos andra magnetosfärer på slutet.

## Uppkomst
| Magnetiskt dipolfält |  | Magnetfält i magnetosfären |
| Magnetiskt dipolfält |  | Magnetfält i magnetosfären |

Vore det inte för solvinden skulle jordens magnetfält vara mycket likt fältet från en magnetisk dipol, vars fältlinjer visas i vänstra bilden. Den högra bilden visar hur fältlinjerna i jordens magnetosfär är formade. Magnetfältet i magnetosfären liknar ett dipolfält i närheten av jorden, men solvinden trycker ihop magnetfältet på dagsidan och drar ut det till en lång svans på nattsidan (högra bilden). Detta kan förstås som en magnetohydrodynamisk tryckbalans, där solvindens dynamiska tryck balanseras av det magnetiska trycket från jordens magnetfält. Eftersom solvinden ofta varierar mätbart i styrka kommer magnetosfärens storlek att ändras med solvindens variationer: starkare solvind ger mer hoptryckt magnetosfär.

## Plasmainnehåll
Solvinden avlänkas alltså av jordens magnetfält runt magnetosfären, och tätheten är därför mindre i större delen av magnetosfären än den är ute i solvinden. Men helt tom är inte magnetosfären: dels läcker det in en del solvindsplasma, men framför allt fylls magnetosfären av plasmautflöden från jonosfären. Hur stor del av magnetosfärens plasmainnehåll som kommer från jonosfären (och därmed från atmosfären) och hur stor del som kommer från solvinden kan variera, men normalt är jonosfären den viktigaste källan. Plasma från jonosfären flödar uppåt längs magnetfältet och fyller hela svansen med väte- och syrejoner. Solvindsplasma kan läcka in i särskilt stora mängder vid tillfällen med magnetisk rekonnektion på magnetopausen.

## Områden

Skiss över Jordens magnetosfär. Solvinden är riktad från vänster till höger

Magnetosfärer är inte homogena. Lorentzkraften hindrar plasmats partiklar (joner och elektroner) att fritt röra sig vinkelrätt mot magnetfältets riktning, vilket gör att skarpa gränser kan upprätthållas mellan olika plasmaområden med sinsemellan mycket olika karakteristika. Magnetosfärerna själva är exempel på sådana områden, avgränsade mot solvinden av ett tunt gränsskikt, magnetopausen. Jordens magnetopaus ligger i riktning mot solen, oftast på ett avstånd av ungefär 10 jordradier från jorden.
Solvinden når inte ostörd fram till magnetopausen, men väl till bogchocken, som är en stående chockvåg som bildas framför magnetopausen. Vid denna chock saktas solvindsplasmat abrupt ned från supersonisk till subsonisk hastighet, vilket gör att temperatur och täthet därför är högre i området mellan bogchocken och magnetopausen, som kallas magnetoskiktet, än de är i solvinden. Magnetoskiktet omsluter magnetosfären som ett hölje på alla sidor.
Magnetosfären trycks alltså ihop på dagsidan, men dras på nattsidan ut till en magnetosvans, som kan sträcka sig hundratals jordradier bakåt från jorden. Större delen av svansens volym utgörs av norra och södra svansloberna. Det enda plasma som når hit kommer från jonosfären genom den svaga polarvinden, vilket gör att loberna är de bästa vakuum som står att finna i jordens omgivning: tätheten här är endast några få tiondels partiklar per milliliter, vilket betyder att man för att hitta en enda jon och en enda elektron behöver leta i flera milliliter. Plasmats temperatur i loberna är relativt låg, runt eller under 1 eV (ca 10 000 C) eller så. Plasmat koncentreras emellertid mot svansens centrala del, plasmaskiktet, och hettas där också upp till betydligt högre temperatur, ofta flera keV (ca 10 miljoner C). Magnetfältet är här svagare, och i neutralskiktet går det genom noll och ändrar riktning. Neutralskiktet bär därför en elektrisk ström i riktning från morgonsidan mot kvällssidan.
Jordens översta atmosfärlager, jonosfären, utgör magnetosfärens nedre gräns. Ett område som kallas plasmasfären utgör jonosfärens förlängning ut i magnetosfären: plasmasfären är därför relativt kall (runt eller under 1 eV, det vill säga cirka 10 000 C) och tät (hundratals eller tusentals partiklar per milliliter). Plasmasfären sträcker sig ut i rymden över låga latituder, upp till kanske 40-50 grader nordlig och sydlig bredd (egentligen skall man här räkna latituden från magnetiska ekvatorn snarare än den geografiska, eftersom det är jordens magnetfältet som styr plasmats rörelse). På högre latituder kan inte magnetfältet hålla kvar plasmat: elektriska fält gör att de driver iväg ut i magnetosfären, och plasmasfären har därför en abrupt gräns, plasmapausen, mot yttre magnetosfären. Riktigt energirika partiklar kan dock genom effekter av magnetfältets inhomogenitet hållas bundna ut till längre avstånd, vilket är förklaringen till att det bildas strålningsbälten (även kallade van-Allen-bälten) runt jorden.
Polarkyftorna (den norra och den södra) är speciella genom att magnetfältet här når från jorden ända ut i solvinden. Det gör att solvindspartiklar här har lättare att tränga in i magnetosfären än på andra ställen. Polarklyftornas geometri gör dock att de fungerar som magnetiska speglar vilket gör att inflödet även här i realiteten är litet.

## Dynamik
Magnetosfärer påverkas av variationer i solvinden och det interplanetära magnetfältet, både direkt och via interna processer. Om solvindens täthet och hastighet ökar så trycks magnetosfären ihop. Solvinden styr därför direkt rymdvädret, och ett stort solutbrott kan orsaka starkt störda förhållanden i magnetosfären, en så kallad geomagnetisk storm. Det interplanetära magnetfältet påverkar hur energi från solvinden kan lagras i magnetosfären. Denna lagrade magnetiska energi kan så småningom frigöras i den interna process som kallas geomagnetisk substorm. 

## Utforskning

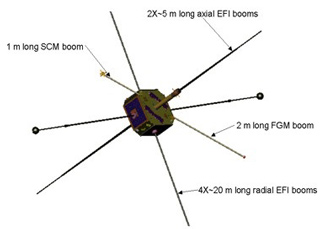
Exempel på modern satellit för magnetosfärforskning: en av de fem satelliterna i THEMIS-projektet, med ett antal antenner för mätningar av elektriska och magnetiska fält i magnetosfären. Bild:NASA

Magnetosfären är i sig alldeles osynlig: norrskenet är dess enda direkt synliga effekt, och utan annan kunskap räcker det inte långt för att man ska inse att det finns en magnetosfär. Redan innan de första satelliterna flög fanns förslag om att en magnetosfär kunde existera, men det var först med rymdålderns satelliter som man fick någon klar bild av dess struktur och ämnet rymdfysik föddes. Den första observationen av magnetopausen gjordes på magnetosfärens nattsida av den amerikanska satelliten Explorer 10 år 1961, medan Explorer 12 upptäckte att denna gränsyta ligger betydligt närmare jorden på dagsidan än på nattsidan.
Sedan dess har många satelliter har utforskat magnetosfären med ökad noggrannhet och detaljrikedom. För ögonblicket (november 2008) är magnetosfärforskningen i ett bättre läge än någonsin, då ESAs fyra Cluster-satelliter, i rymden sedan år 2000, fått sällskap fem andra satelliter i NASAs THEMIS-projekt. Dessutom är exempelvis den japanska GEOTAIL fortfarande aktiv efter mer än tio år i rymden, och NASAs ACE ger information om solvinden uppströms. 
De svenska magnetosfärsatelliterna Viking och Freja var i drift 1986-1987 respektive 1992-1995. Sverige bidrar också med mätinstrument för magnetosfärforskning från Institutet för rymdfysik på ESAs fyra Clustersatelliter runt jorden och NASAs rymdsond Cassini runt Saturnus.

## Andra magnetosfärer

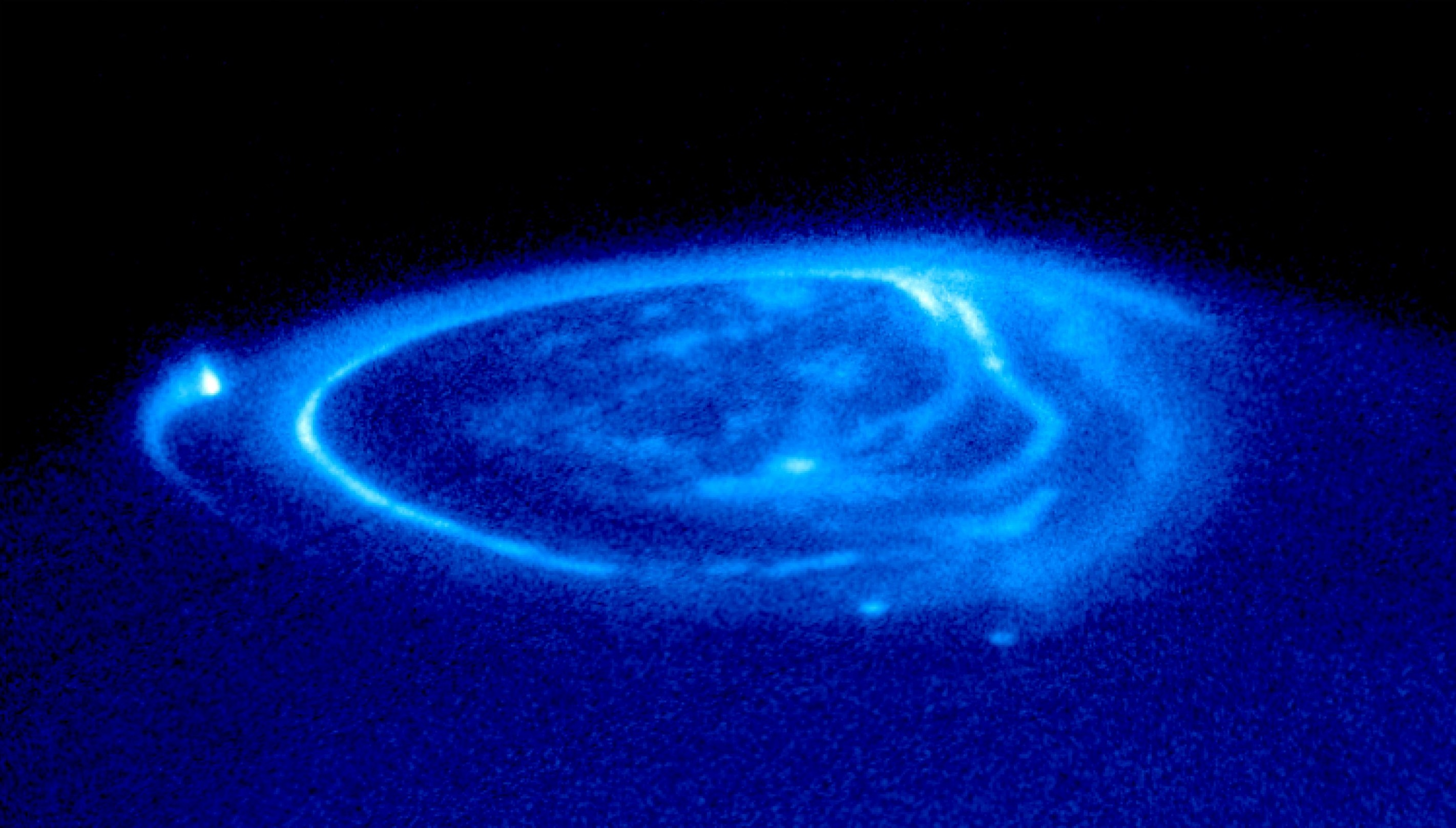
Norrsken på Jupiter. Den tydliga vita punkten (med böjd kometliknande svans) till vänster i bilden ligger på den magnetiska fältlinje som når månen Io, och orsakas av de elektriska strömmar som alstras då Io, som har en elektriskt ledande jonosfär, rör sig i Jupiters magnetfält.

De väsentliga förutsättningarna för att en magnetosfär ska bildas runt ett objekt (planet, måne, galax, ...) är (1) att objektet har ett magnetfält och (2) är utsatt för någon form av yttre plasmaström -- solvind, intergalaktiskt medium, eller vad som helst. I vårt solsystem finns magnetosfärer runt alla planeter med eget magnetfält, vilket förutom jorden är Merkurius och de fyra gasjättarna Jupiter, Saturnus, Uranus och Neptunus. Alla har drag gemensamma med jordens magnetosfär, men var och en har sina egenheter. De mest extrema exemplen är Merkurius och Jupiter:
- Merkurius magnetosfär är den minsta, på grund av svagt inre magnetfält kombinerat med stark solvind så nära solen, och är speciell också på grund av att planeten saknar egentlig atmosfär: det finns därför ingen jonosfär som kan bidra till plasmainnehållet i magnetosfären.

- Jupiters magnetosfär är störst, på grund av jätteplanetens mycket starka magnetfält kombinerat med svag solvind så långt ut. Medan storleken på jordens magnetosfär kan räknas i tiotals jordradier får man räkna Jupitermagnetosfären i hundratals Jupiterradier. Den viktigaste plasmakällan i Jupitermagnetosfären är inte planetens jonosfär utan månen Io, vars vulkanism ger upphov till stora mängder svaveldioxid som joniseras och sprids i Jupiters magnetosfär. Jupiter har också solsystemets starkaste strålningsbälten, som utgör ett problem för rymdsonder till planeten eller dess månar.[9] En annan egenhet är att minst en måne inuti Jupitermagnetosfären, Ganymedes, har ett eget magnetfält, vilket ger upphov till en magnetosfär inuti en annan.[10]